# Thomas Hayward (Seeoffizier)
Thomas Hayward (* 1768 in Hackney; † 1797 auf See) war ein Seeoffizier der britischen Royal Navy und von 1787 bis 1789 als Fähnrich ein Besatzungsmitglied des Segelschiffs Bounty. In seiner Karriere erlebte er eine Meuterei, zwei Schiffbrüche und zuletzt den Untergang in einem Taifun.

## Leben

### Herkunft
Thomas Hayward wurde am 28. Juli 1768 in der Pfarrkirche St John zu Hackney in Middlesex als Sohn und ältestes von neun Kindern von Ann (née Green, 1741–1809) und Dr. Francis Hayward (1738–1831) getauft. Der Vater war als praktizierender Arzt hierhergezogen, doch ursprünglich stammte die Familie aus Warrington in Cheshire. Der Großvater Rev. Thomas Hayward (1695–1757) amtierte dort als Head-Master der hiesigen Grammar School. Es bestanden verwandtschaftliche Beziehungen zu Familien der Landed Gentry. Ein nachmaliger Schwager war der Altertumswissenschaftler Joseph Hunter (1783–1861). Nach dem Tod des ältesten Sohnes zog die Familie nach Bath in Somerset, wo beide Eltern starben und auf dem Friedhof der Pfarrkirche St Swithin von Walcot bestattet wurden. Die Familie führte ein Wappen mit dem Wahlspruch PRO DEO PATRIA ET AMICIS.
Seine seemännische Laufbahn begann Hayward 1775 im Alter von sieben Jahren als Kabinenjunge (Boy) auf dem Schoner Halifax. Auf der Portland heuerte er 1782 als Matrose (Able Seaman) an, bevor er 1784 auf der Fregatte Thisbe erstmals im Rang eines Fähnrichs/Offiziersanwärters (Midshipman) diente.

### Auf der Bounty
Im Sommer 1787 wurde Hayward auf HMS Bounty unter dem Kommando von Lt. William Bligh abkommandiert, wo er neben dem jüngeren John Hallett einen der beiden vorgesehenen Planposten als Fähnrich besetzte. Er schrieb sich am 20. August 1787 in Deptford im Alter von 20 Jahren und aus Hackney stammend in die Musterungsrolle der Bounty ein. Ihre Mission, die Brotfrucht von Tahiti nach Jamaika zu transportieren, begann am 23. Dezember 1787.
An Bord teilte sich Hayward eine Koje mittschiffs unter Deck an der Backbordseite mit George Stewart und Peter Heywood, die beide als Matrosen angeheuert haben, aber im Ermessen Blighs zu Fähnrichen ernannt wurden. Zwischen ihnen bildete sich im Verlauf dieser Fahrt eine Freundschaft, wie Heywood an seine Familie in Douglas auf Isle of Man berichtete. Während der Ankerzeit in der Adventure Bay (Van-Diemens-Land) führte Hayward am 28. August 1788 einen Trupp zum Holzfällen an Land an. Dabei entdeckte er nah der Küste den Stumpf eines gefällten Baumes mit der Einkerbung AD 1773, die von Tobias Furneaux von der Adventure stammen musste, als dieser im März 1773 während der zweiten Pazifikexpedition des James Cook den Küstenverlauf dieser Insel kartografiert hatte, wie Bligh mutmaßte.
In der Einteilung für den Wachdienst an Deck gehörten Hayward und Hallett der dritten von Steuermannsmaat Fletcher Christian geführten Wache an, die in den Morgenstunden von vier bis acht Uhr den Dienst an Deck zu versehen hatte. Diese Einteilung galt allerdings nicht während der Ankerzeit in der Matavai-Bucht vor Tahiti ab dem 5. Oktober 1788, da Christian mit der Führung des Landungstrupps beauftragt war. Und da auch der Kanonier William Peckover an Land abkommandiert war, wurde die Führung der von ihm geleiteten zweiten Wache, die von Mitternacht bis vier Uhr den Dienst versah, an Hayward übergeben. Am Morgen des 5. Januar 1789 beim Wachwechsel um vier Uhr wurde die Fahnenflucht der Seemänner Charles Churchill, William Muspratt und John Millward bemerkt. Sowohl im Logbuch, wie auch in seinem darauf basierenden veröffentlichten Narrativ hatte Bligh den Namen des verantwortlichen wachhabenden Offiziers unterdrückt, um ihm peinliche Nachfragen zu ersparen. Doch der Bootsmannsmaat James Morrison hielt fest, dass Hayward während des Dienstes auf seinem Posten eingeschlafen war und den drei Seemännern so ihr Entkommen ermöglicht habe. Als Bestrafung für diese Pflichtvergessenheit wurde er von Bligh in Ketten gelegt und von ihnen erst befreit, nachdem die Flüchtigen gefasst und am 5. Februar ihre volle Bestrafung erhalten hatten.
Nach der Abfahrt von Tahiti am 4. April 1789 wurde Hayward wieder der dritten Wache unter Christian zugeteilt. Zusammen mit Hallett wurde er so am Morgen des 28. April südlich von Tofua ein Zeuge der ersten Augenblicke der um kurz nach fünf Uhr beginnenden Meuterei. Nach eigener Aussage habe Christian ihm um diese Uhrzeit kurz die Führung der Wache übertragen, weil dieser unter Deck gehen wollte, um dort seine Hängematte aufzuhängen. Unmittelbar darauf seien er und Hallett von einem vor dem Bug schwimmenden Hai abgelenkt wurden, so dass sie zunächst nicht bemerkten wie Christian mit einer Gruppe Matrosen an Deck zurückkehrte, die mit Entermessern bewaffnet waren. Sich ihm entgegenstellend habe er von Christian eine Erklärung verlangt, doch dieser habe ihm drohend zu schweigen geboten, worauf die Gruppe unter das Achterdeck zu den Offizierskabinen hinabstieg. Darauf hätte eine zweite von Fähnrich Edward Young angeführte Gruppe Bewaffneter das Deck besetzt und unter dem Achterdeck war der laute Protest von Bligh zu hören. Nachdem der ebenfalls diensthabende John Mills auf Verlangen von Churchill einen Strick unter das Achterdeck weitergereicht habe, wurde wenig später der gefesselte Bligh an Deck geführt.
Die ursprüngliche Intention der Meuterer war die Aussetzung von Bligh, seines Verwalters John Samuel und von Hayward und Hallett, wofür zunächst das kleinere Beiboot abgefiert werden sollte. Nachdem aber Bootsmann William Cole dagegen insistiert hatte und mehr als die Hälfte der Besatzung loyal zu Bligh geblieben war, ordnete Christian die Wasserung der größeren Barkasse an, mit der er sich der meisten Loyalisten entledigen wollte. Hayward durfte noch einmal unter Deck gehen, um einige Habseligkeiten aus seiner Koje zu holen, wo er noch einmal die dort ausharrenden Stewart und Heywood sah. Die Mitnahme seiner Karten und Instrumente wurde ihm von Christian verwehrt. Auch sein persönliches Journal, das ihm von seinem Vater auf die Reise mitgegeben wurde, musste er zurücklassen. Die Seiten nicht beschrieben, befand es sich noch 1834 unter den Relikten der Bounty die auf Pitcairn bewahrt wurden. Hayward war der erste, der in die Barkasse stieg. Ihm folgten siebzehn weitere loyal gebliebene Seemänner und zuletzt Bligh.
In seinem Logbuch vermerkte Bligh zu den Fähnrichen Hayward und Hallett, dass sie offenbar keine Ahnung hatten was vor sich ging, bevor das Deck mit Bewaffneten besetzt war. Auch hätten sie sich nicht im Stande gesehen, das Schiff zu alarmieren. Inwiefern er ihren nachfolgenden Erklärungen bezüglich der Augenblicke, die sich unmittelbar vor der Meuterei zugetragen haben für glaubwürdig erachtete, ist nicht bekannt. Der an Bord zurückgebliebene James Morrison hatte noch mehrere Wochen mit Fletcher Christian verbracht und will von diesem erfahren haben, dass die beiden Fähnriche auf ihrem Wachposten eingeschlafen waren, was ihm und seinen Mitstreitern eine Stunde der ungestörten Vorbereitung verschafft habe und die Schiffsübernahme so überhaupt erst ermöglicht worden sei. Mit Ausnahme von Hayward, Hallett und Charles Norman waren alle Mitglieder der dritten Wache in die Meuterei verwickelt. Zwar seien sie durch die Haisichtung ungünstiger Weise geweckt wurden, doch habe der improvisierende Christian dies als Vorwand verwenden können, indem er sich bereit erklärte eine Muskete holen zugehen um den Hai zu erlegen. So habe er unter das Vordeck gehen können, wo bereits weitere Anhänger auf sein Zeichen zum Losschlagen warteten.

### Erste Rückkehr nach England
Nachdem die Ausgesetzten am 3. Mai von den Eingeborenen auf Tofua verjagt wurden, nahmen sie auf der Barkasse die eineinhalb Monate dauernde Fahrt nach Kupang auf Timor auf, das sie am 14. Juni 1789 entkräftet und ausgezehrt erreichten. Von Bligh wurde Hayward dabei zu dessen loyalsten Untergebenen gezählt, der im Gegensatz zu anderen wie Steuermann John Fryer oder Zimmermann William Purcell durch kein kritisches Wort auffiel. Auf einem alten Schoner weiterreisend, erreichte die Gruppe am 1. Oktober Batavia auf Java. Nachdem Bligh von hier aus am 16. Oktober die Heimreise angetreten hatte, folgten ihm Hayward, Hallett, der Segelmacher Lawrence Lebogue und der Rudergängersmaat George Simpson am 26. Oktober auf dem holländischen Schiff Sparenrijk (VOC). Nach einem Zwischenhalt in der Tafelbucht, erreichte die Gruppe am 23. Mai 1790 Amsterdam und am 5. Juni vermeldete Bligh ihre Ankunft in England.
Am 22. Oktober 1790 war Hayward, immer noch im Rang eines Fähnrichs, in Portsmouth auf der Royal William als Zeuge sowohl im Kriegsgerichtsprozess gegen Bligh als auch in dem gegen William Purcell vorgeladen.

### Auf der Pandora

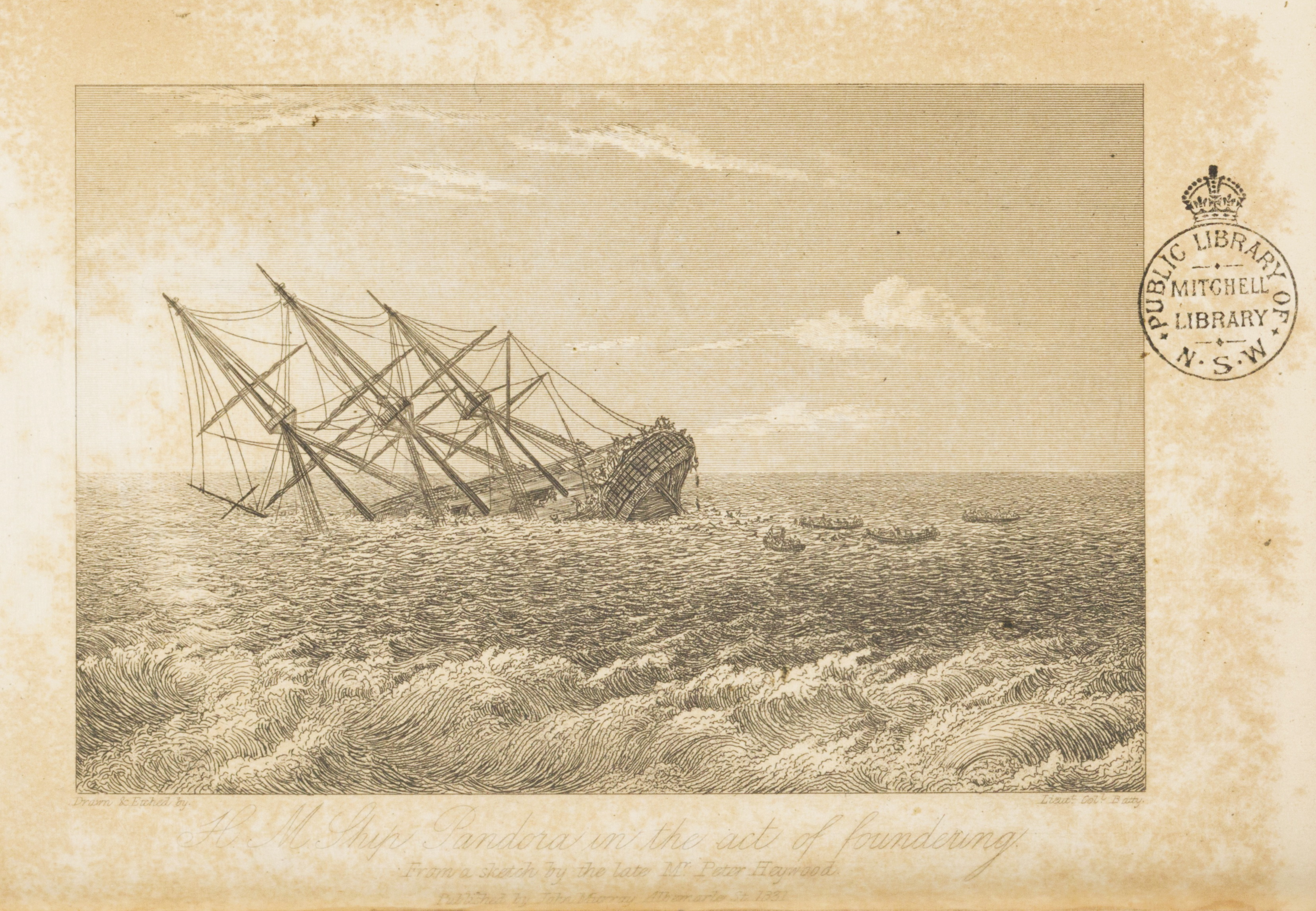
Der Untergang der Pandora, Radierung von Robert Batty nach einer Originalzeichnung von Peter Heywood. Veröffentlicht in The Eventful History of the Mutiny and Piratical Seizure of HMS Bounty: Its Causes and Consequences, von Sir John Barrow. (Dritte Ausgabe) London 1839. Staatsbibliothek von New South Wales.

Kurz danach scheint Hayward das Offizierspatent und die Beförderung zum Leutnant erhalten zu haben. In diesem Rang gehörte er zur Besatzung der Pandora unter Kapitän Edward Edwards, die am 7. November 1790 vom „Jack-in-the-Basket“-Leuchtfeuer bei Lymington die Fahrt zu ihrer Mission in den Pazifik aufnahm, die Ergreifung der flüchtigen Bounty-Meuterer. Seine Verwendung auf dieser Fahrt lag in dem Umstand begründet, weil Edwards jemanden benötigte, der die Gesuchten kannte und identifizieren konnte.
Während der kurzen Ankerzeit in Rio de Janeiro vom 31. Dezember 1790 bis zum 8. Januar 1791 unternahm Hayward an Land astronomische Beobachtungen. Der Order gemäß wurde darauf Kap Hoorn umrundend der direkte Kurs auf Tahiti eingeschlagen, dem wahrscheinlichsten Aufenthaltsort der Meuterer. Am 23. März 1791 fuhr die Pandora in die Matavai-Bucht ein und noch bevor ihre Beiboote zu Wasser gelassen waren, erschienen Joseph Coleman, George Stewart und Peter Heywood an Deck um sich freiwillig zu ergeben. Das Wiedersehen der Freunde nach fast zwei Jahren gestaltete sich unterkühlt, da es Hayward von seinem Kommandanten verboten war mit ihnen zu sprechen. Am 5. April wurde er mit einer Marineinfanterietruppe ausgesandt, um die restlichen Meuterer festzunehmen. Dabei nutzte er den von ihnen gebauten Schoner. Am 9. April ergaben sich ihm an der Nordküste Tahitis die letzten Flüchtigen, die er zum Schiff eskortierte, wo sie zu den anderen in eine an Deck errichteten Käfigvorrichtung gesperrt wurden, die als „Pandora’s Box“ bekannt wurde. Von insgesamt fünfundzwanzig Gesuchten konnten auf Tahiti nur vierzehn aufgegriffen werden. Neun weitere sind mit der Bounty schon im September 1789 von hier in See gegangen und waren seither nicht mehr gesehen.
Nachdem die Pandora am 8. Mai wieder in See gegangen war, nahm sie die Suche nach der Bounty in der Inselwelt westlich von Tahiti auf. Hayward war dabei mit der Führung von Infanterietrupps betraut, mit denen er auf diversen Inseln anlandete. So am 19. Mai auf Aitutaki („Whytootackee“), am 23. Mai auf Palmerston, am 6. Juni auf Atafu („Duke of York’s Island“) und am 12. Juni auf dem neu entdeckten Nukunonu („Duke of Clarence’s Island“). Während der mehrwöchigen Suche in den Freundschaftsinseln im Juli landete er auf Haʻapai und Fidschi. Auf Nomuka („Annamooka“) unterwies er die Eingeborenen in Kultivierungstechniken zum Anbau der Ananas und auf Tofua begegnete er einigen der Angreifer vom 3. Mai 1789.
Nachdem die Suche ergebnislos aufgegeben werden musste, ging die Pandora auf Kurs West nach Niederländisch-Indien. Dabei lief sie am 29. August 1791 am Eingang der Endeavour-Straße auf das Great Barrier Reef auf und schlug Leck, das nicht mehr geschlossen werden konnte. Die Schiffbrüchigen konnten sich auf eine nahe Sandbank retten, doch ertranken einunddreißig Männer der Pandora und vier der Bounty, darunter Stewart. Erneut erlebte Hayward eine Fahrt auf einem Boot nach Kupang, von denen vier gerettet werden konnten. Dieses Mal dauerte die Fahrt nur etwas mehr als zwei Wochen und am 16. September erreichte die kleine Flottille Kupang. Von dort wurden die Schiffbrüchigen auf einem niederländischen Schiff bis zum 7. November nach Batavia transportiert. Hier teilte Edwards die britischen Seemänner erneut in vier Abteilungen auf, die auf vier Schiffen der niederländischen Ostindien-Kompanie (VOC) nach Europa transportiert werden sollten. Hayward übernahm die Führung einer der Abteilungen und folgte auf der Hoornwey seinem mit allen Gefangenen vorausfahrenden Kapitän nach.

### Zweite Rückkehr nach England
Am 2. August 1792 passierte die Hoornwey die Isle of Wight, was von dem im nahen Portsmouth auf der Hector in Gefangenschaft einsitzenden Peter Heywood nicht unbemerkt blieb. In dessen Korrespondenz an seine Familie wurde das Warten auf die Ankunft Haywards wiederholt angesprochen, da er als ein wichtiger Entlastungszeuge für das gegen die fahnenflüchtigen Bounty-Seemänner einberaumte Kriegsgericht angesehen wurde. Dieses sollte zusammentreten, sobald dessen Vorsitzender Vizeadmiral Lord Hood in Portsmouth eintreffen würde, weshalb also Hayward dringend erwartet wurde. Zu dieser Zeit stand die Familie Hayward von Hackney schon in Kontakt zur Familie Heywood auf der Isle of Man und hatte ihre Unterstützung in der bevorstehenden Verteidigung von Peter Heywood bekundet. Die Hoornwey aber steuerte direkt ihren Heimathafen Rotterdam an. Von dort musste Hayward nach England übersetzen, wobei er noch vor dem 17. August die Downs passierte. Erst am 3. September betrat er in Sheerness wieder englischen Boden und am 6. September erreichte er London, wo er sogleich von Commodore Thomas Pasley empfangen wurde, einem Onkel von Heywood. So konnte Hayward rechtzeitig für seine Aussage vor dem Kriegsgericht am 14. September 1792 auf der Duke in Portsmouth erscheinen und zugleich eine persönliche Weltumfahrung abschließen.

### Letzte Jahre
Dem Anwalt Edward Christian stand Hayward noch als Informant für dessen Anhang zu den Prozessprotokollen zur Verfügung, war bei deren Veröffentlichung 1794 aber bereits wieder im Dienst auf dem Linienschiff Diomede (55 Kanonen), die dem Verband der East Indies Station im Indischen Ozean angehörte. Mit diesem Schiff erlebte er einen zweiten Schiffbruch, als es am 2. August 1795 in der Hafeneinfahrt von Trincomalee auf einen Felsen auflief und aufgegeben werden musste. Danach erhielt er die HM Sloop Swift (16) als sein erstes eigenes Kommando. Im Juli 1797 hatte die Admiralität zu London bereits die Beförderung Haywards zum Kapitän mit dem Kommando über das Linienschiff Trident (64) beschlossen, doch sollte diese ihn nie erreichen. Noch im selben Jahr leistete er mit der Swift Geleitschutz für einen Handelskonvoi von Macao mit Ziel England, als sein Schiff noch im südchinesischen Meer in einem Taifun mit allen Besatzungsmitgliedern unterging.

## Erlebnisberichte
- Bligh, William, A voyage to the South sea, undertaken by command of His Majesty, for the purpose of conveying the bread-fruit tree to the West Indies, in His Majesty’s ship the Bounty, commanded by Lieutenant William Bligh. London 1792.
- Edwards, Edward, Voyage of H.M.S. ‘Pandora’ despatched to arrest the mutineers of the ‘Bounty’ in the South Seas, 1790–91. Hrsg. von Basil Thomson. London 1915.
- Hamilton, George, A Voyage Round the World, in His Majesty's Frigate Pandora. Performed Under the Direction of Captain Edwards in the Years 1790, 1791, and 1792. Sydney 1998.
- Morrison, James, Mutiny and Aftermath: James Morrison’s Account of the Mutiny on the Bounty and the Island of Tahiti. Hrsg. von Vanessa Smith, Nicholas Thomas. University of Hawaiʻi Press 2013.

## Zeitungsartikel
- Eine Kurzbiografie zu Lt. Thomas Hayward ist im Nachruf zu dessen Vater im Gentleman’s Magazine (Vol. CI, January–June 1831, S. 469–471) enthalten.

## Weblink
- whalesite.org

| Personendaten    | Personendaten             |
| ---------------- | ------------------------- |
| NAME             | Hayward, Thomas           |
| KURZBESCHREIBUNG | britischer Seeoffizier    |
| GEBURTSDATUM     | getauft 28. Juli 1768     |
| GEBURTSORT       | London Borough of Hackney |
| STERBEDATUM      | 1797                      |
| STERBEORT        | Südchinesisches Meer      |